# Noršinci, Moravske Toplice
Noršinci (madžarsko Újtölgyes) so naselje v Občini Moravske Toplice. Tukaj se je rodil Janoš Kardoš prevoditelj, pisatelj in pesnik.